# シーザーズ・エンターテインメント
シーザーズ・エンターテインメント（Caesars Entertainment）は、アメリカ合衆国にあるカジノホテルチェーンである。2020年にエルドラド・リゾーツが旧シーザーズ社を買収、合併された。
ネバダ州ラスベガス、リノ、ニュージャージー州アトランティックシティに同名のホテルを所有する他、全米各地でカジノホテルを運営している。
2010年11月23日にハラーズ・エンターテインメント（Harrah's Entertainment）からシーザーズ・エンターテインメントへ改名した。
スローガンは、"The Premier name in Casino Entertainment"。